# Achromobacter spanius
Achromobacter spanius es una especie de  bacteria gramnegativa del género Achromobacter. Fue descrita en el año 2003. Su etimología hace referencia a raro, poco común. Es aerobia y móvil. Tiene un tamaño de 1-2 μm de largo. Catalasa y oxidasa positivas. Forma colonias planas, convexas, con márgenes lisos y de color blanco-marrón. Tiene un genoma de 6,4 Mpb y un contenido de G+C de 64,9%. Se ha aislado de muestras de sangre en Bélgica. Además, se ha aislado de suelos y parece que es promotor del crecimiento de plantas.